# Noli me tangere (Tiziano)
Noli me tangere es una de las primeras pinturas de Tiziano realizada en 1512. Con claras influencias de su maestro Giorgione, recoge el tema bíblico de la resurrección de Jesús según el Evangelio de Juan.
Al visitar la tumba de Jesús, María Magdalena se la encuentra vacía, por lo que al cruzarse con quien cree es el jardinero (Tiziano, al igual que Boticelli en su obra homónima del Museo de Arte de Filadelfia, pone una azada en manos de Jesús) le pregunta por el cuerpo de Cristo. Entonces Jesús se identifica, momento en el que María se agarra a Jesús, quién dice la famosa frase: “No me toques (o detengas)”
Es una escena muy representada en la Historia del Arte.